# Centre canadien science et médias
 (novembre 2015).
Officiellement ouvert le 27 septembre 2010, le Centre canadien science et médias aussi connu sous l'acronyme (CCSM) se trouve situé à Ottawa, Canada.

## But de l'organisme
Le but du centre est d'offrir aux journalistes des informations précises sur les questions scientifiques. Le centre dispose d'un comité consultatif de recherche de 20 scientifiques canadiens mettant leur expertise à leur disposition de manière simple et compréhensible. Le but du Centre canadien des sciences et médias est de solliciter un "engagement accru du public sur les questions scientifiques par le biais de la couverture médiatique de la science de façon plus éclairée, plus précise et plus incisive".

## Caractéristiques
Afin de garantir l'objectivité, le centre dispose d'un Comité consultatif de rédaction de huit journalistes. Le centre est bilingue. Le Centre canadien science et médias est indépendant par rapport aux autres centres.

## Comité consultatif de rédaction
- Peter Calamai (2015)
- Jim Handman (2015)
- Margaret Munro (2015)
- Christie Nicholson (2015)
- Kathryn O’Hara (2015)
- David Secko (2015)
- Hannah Hoag (2015)
- Véronique Morin (2015)[2]

## Autres centres des sciences et médias
Il existe des centres des sciences et médias dans divers autres pays à savoir, le Royaume-Uni, l'Australie, la Nouvelle-Zélande et le Japon.